# John Annesley (4e comte d'Anglesey)
Pour les articles homonymes, voir Annesley.
John Annesley, 4e comte d'Anglesey (18 janvier 1676 - 18 septembre 1710), est un noble anglais et propriétaire terrien.

## Biographie
Fils cadet de James Annesley (2e comte d'Anglesey) (1645-1690), de son mariage avec Elizabeth Manners, fille de John Manners (8e comte de Rutland), il hérite de la propriété familiale et du comté d'Anglesey à la mort de son frère James en 1701/02. Le 21 mai 1706, il épouse Henrietta Maria Stanley (1687-1718), fille de William Stanley (9e comte de Derby). Quelques années plus tard, elle hérite du titre de baron Strange et elle devient la baronne Strange à part entière,.
En 1710, peu de temps avant sa mort, Anglesey est nommé vice-trésorier, receveur général et maître des paiements des forces pour l'Irlande. Il est admis au Conseil privé de la Reine.